# Песчаный Брод (Александрийский район)
Песчаный Брод (укр. Піщаний Брід) — село в Александрийской городской общине Александрийского района Кировоградской области Украины
Население по переписи 2001 года составляло 283 человека. Почтовый индекс — 28056. Телефонный код — 5235. Код КОАТУУ — 3520383505.